# Schloss Kravaře

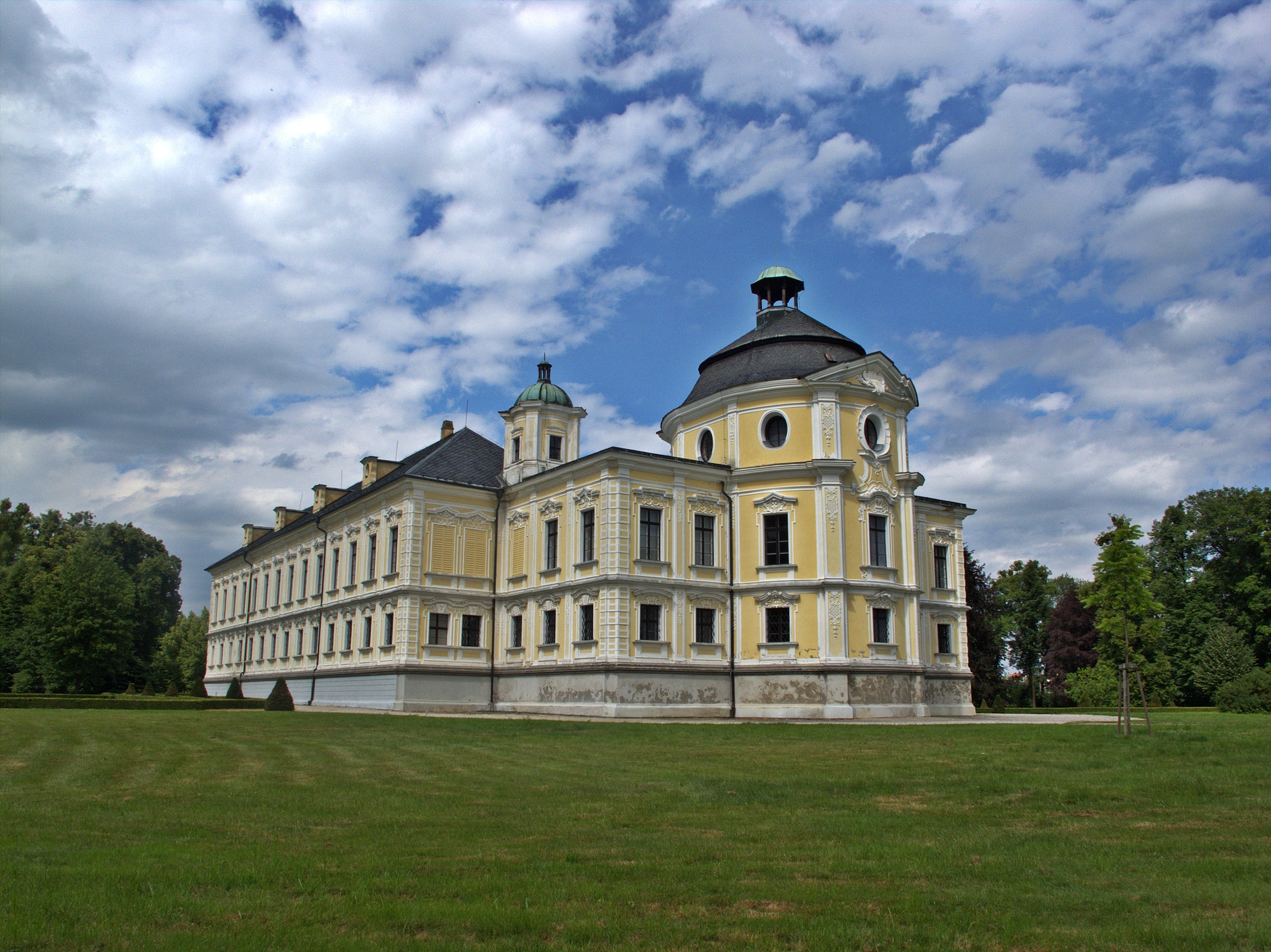
Schloss Kravaře

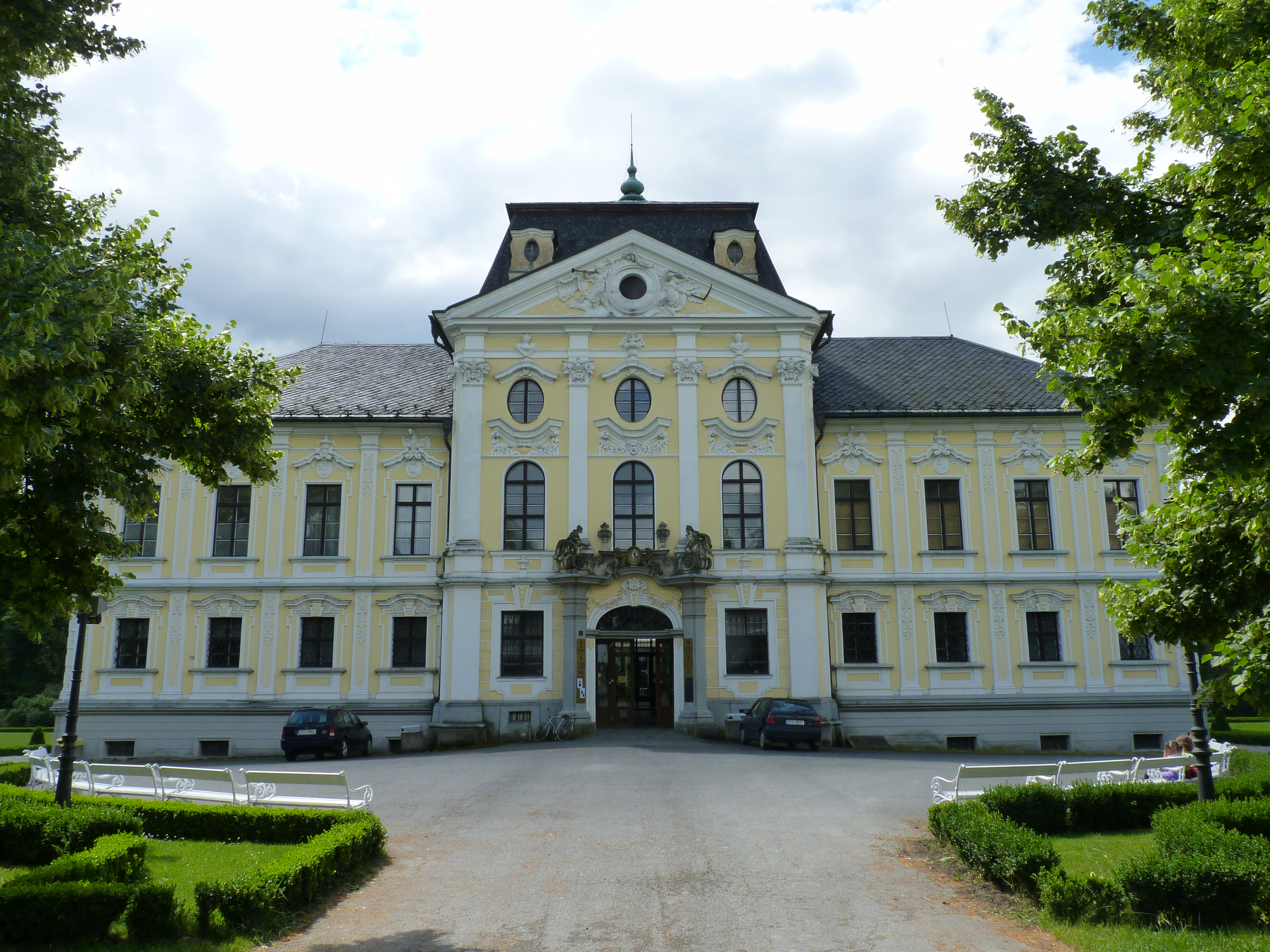

Schloss Kravaře (deutsch Schloss Deutsch Krawarn) befindet sich in Kravaře ve Slezsku im Okres Opava in der Region Moravskoslezský kraj in Tschechien.
Der ursprüngliche manieristische Bau aus dem 17. Jahrhundert wurde in den Jahren 1721 bis 1728 durch ein Barockschloss mit vier Flügeln ersetzt. Bauherr war Johann Rudolf Freiherr von Eichendorff.
Der Südflügel des Schlosses beherbergt die Michaeliskapelle. Der dort befindliche Altar mit Engelsfiguren, die das Bild „Der Engelsturz“ halten, wird Josef Stern zugeschrieben. Das Deckenfresko von Franz Georg Eckstein stellt Mariä Himmelfahrt dar.
Der Innenhof des Schlosses besitzt im Erdgeschoss und ersten Stock auf drei Seiten Arkadenloggien. Ursprünglich waren diese offen, heute sind sie verglast.
Dem Besucher der im Schloss befindlichen Ausstellung wird die Familie der Freiherren von Eichendorff vorgestellt. Das aus Opava (dt.: Troppau) stammende barocke Mobiliar ergänzt diese Ausstellung.
Bis zum Jahre 1781 gehörte die Herrschaft Deutsch-Krawarn mit Schloss und Gutsbetrieb der Familie Eichendorff.
Die nachfolgenden Besitzer der Herrschaft waren:
- von 1782 bis 1815: Anton Graf Schaffgotsch und sein Sohn.
- von 1815 bis 1844: Gabriel von Rudzinski und sein Sohn Rudno.
- von 1844 bis 1856: Andreas Graf von Renard (Schwager des vorgenannten) und sein Sohn Hippolyt Maria.
- von 1856 bis 1911: Wilhelm von Fontaine und seine Tochter, verw. Alice Gräfin von Pfeil und Klein-Ellguth.
- von 1911 bis 1914: Felix Luschka Edler von Sellheim.

1914 endete die Adelskultur auf Schloss Deutsch Krawarn und die private Nutzung des Besitzes. Die Schlossanlage kam, inzwischen schon stark verkleinert, an zwei Güterhändler, die Herren Lammel und Müller. In dieser Zeit wurde der Baumbestand im 19 ha großen Schlosspark mit seinem 400- bis 500-jährigen Eichenbestand fast vollständig abgeholzt.
Nachdem 1921 das Hultschiner Ländchen von Preußen an die Tschechoslowakei gefallen war, wurde der tschechische Staat neuer Eigentümer. Das Landwirtschaftsministerium richtete im Schloss eine staatliche Wirtschaftsschule ein. Während dieser Zeit, am 21. Januar 1937, wurden durch ein Großfeuer der Dachstuhl, die Decke des ersten Stockwerkes und die Innenausgestaltung vernichtet. Der Nordflügel und der angrenzende Teil brannten aus. Lediglich der Südflügel mit der Kapelle blieb wie durch ein Wunder unversehrt.
Als 1938 der preußische Staat wieder über das Schloss verfügen konnte, wurden die ersten Restaurierungsarbeiten vorgenommen. Diese waren jedoch 1945 bei Kriegsende noch nicht abgeschlossen.
Erst 1970 konnte der Wiederaufbau des Schlosses vollendet werden. Unter strengen denkmalpflegerischen Gesichtspunkten ist das äußere Erscheinungsbild aufwändig wiederhergestellt worden. Der Ausbau der inneren Räume entspricht jedoch eher dem Stil der Zeit der Restaurierung.
Heute befindet sich das Schloss im Besitz der Stadt Kravaře. In den Räumlichkeiten sind ein Museum, ein Restaurant, Büro- und Gesellschaftsräume untergebracht. Der Schlosspark wird größtenteils als Golfplatz genutzt.

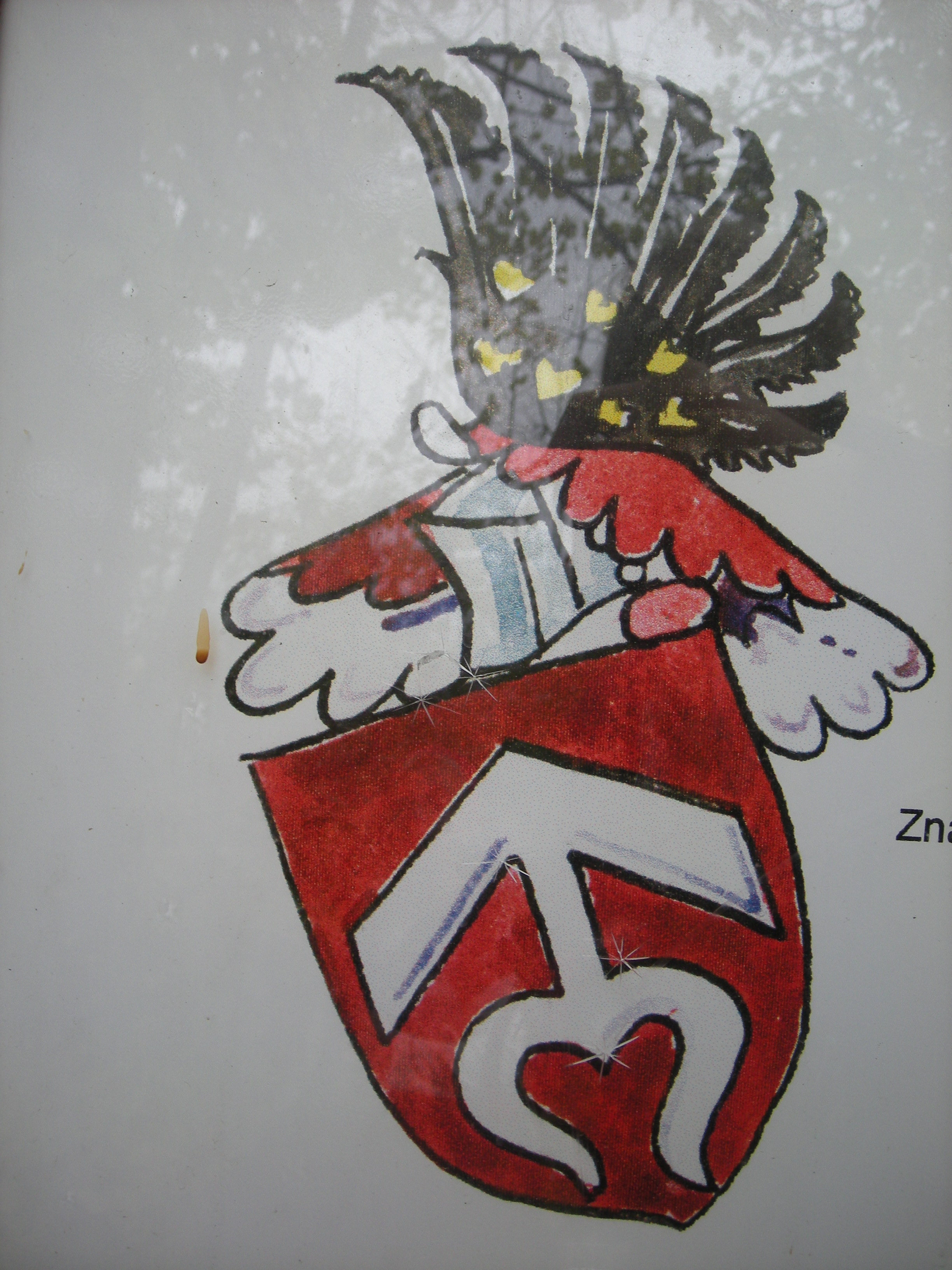
Wappen von Kravař
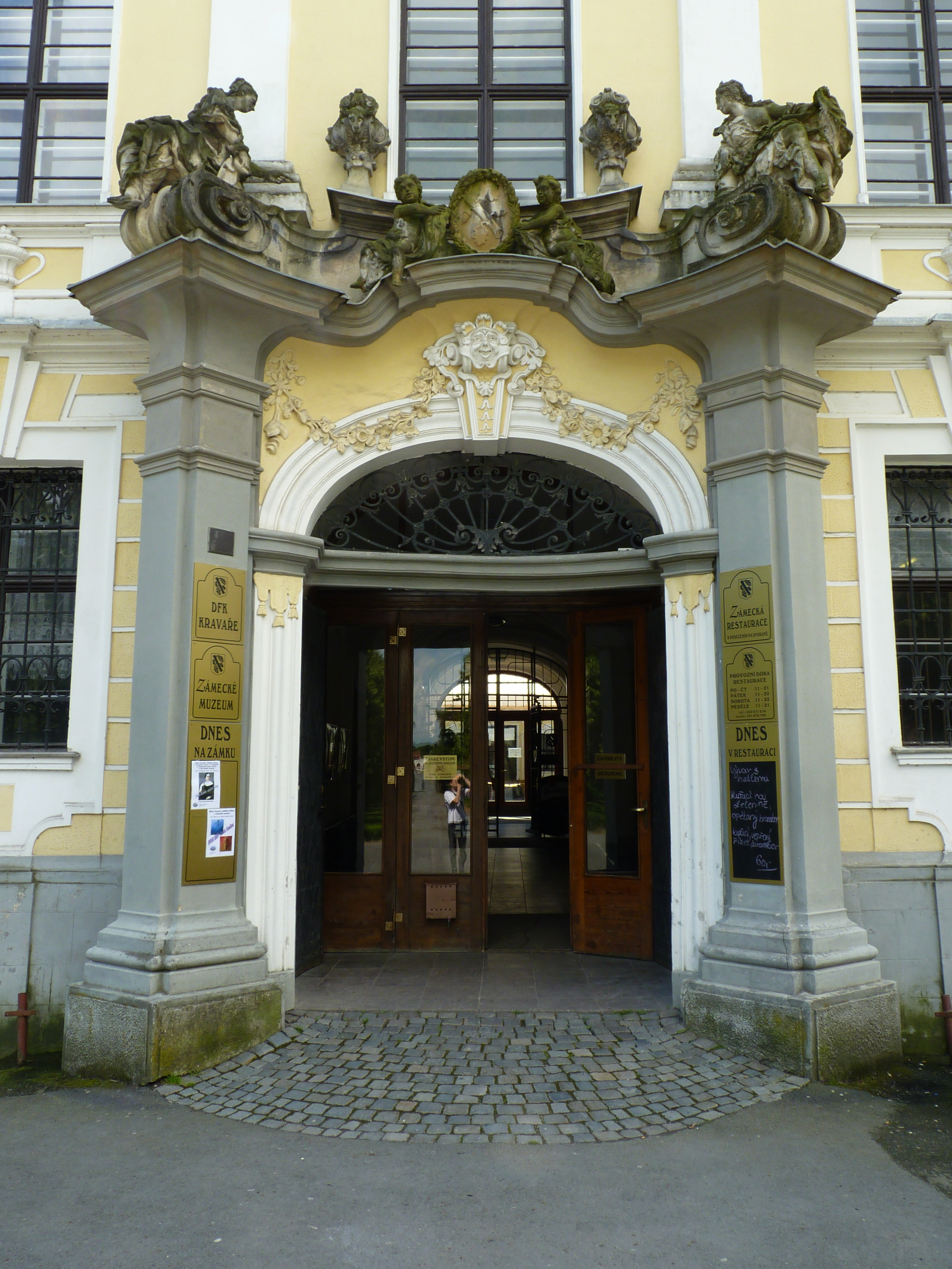
Portal. Wappen von Eichendorff
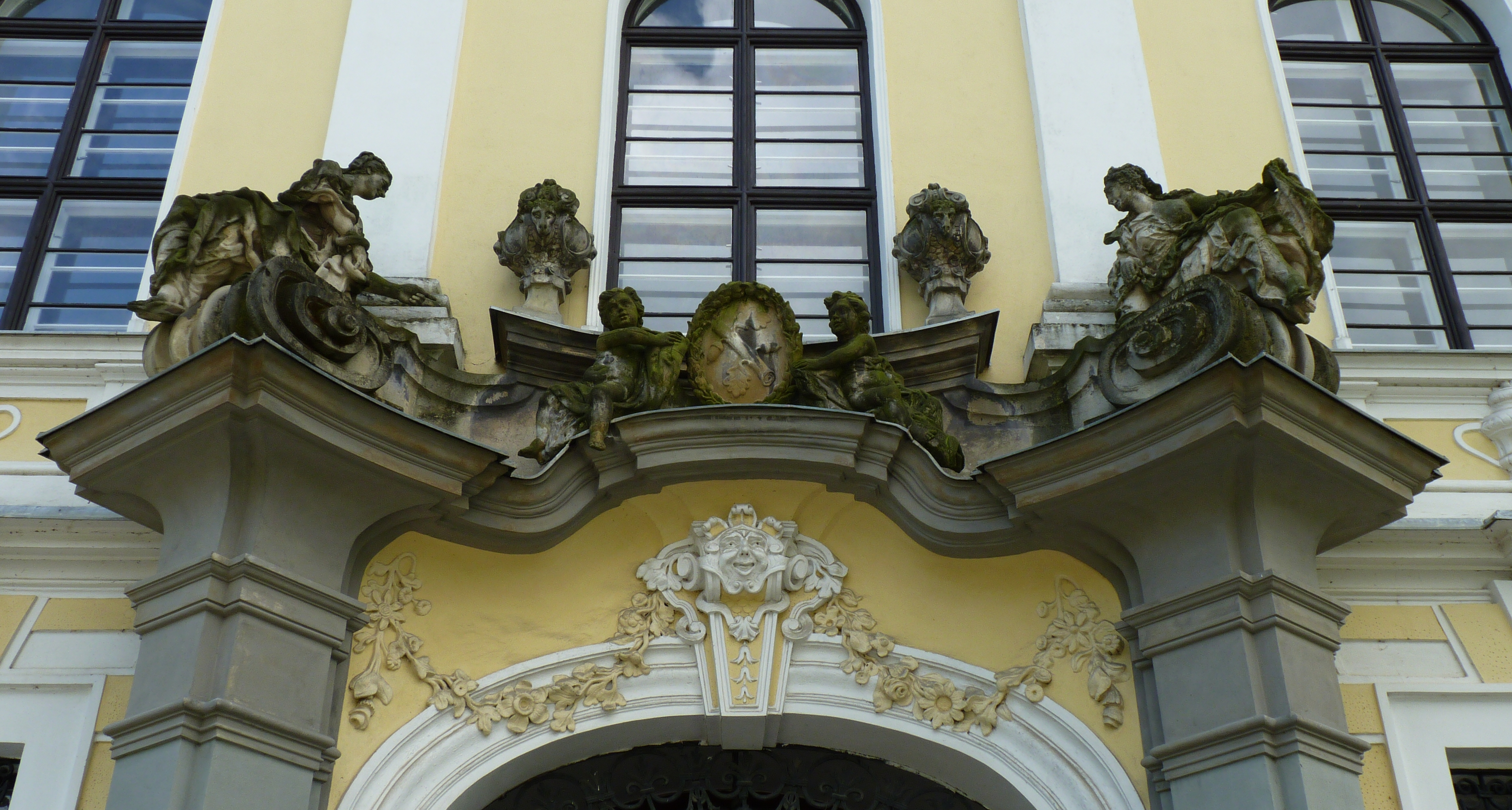
Portal. Wappen von Eichendorff
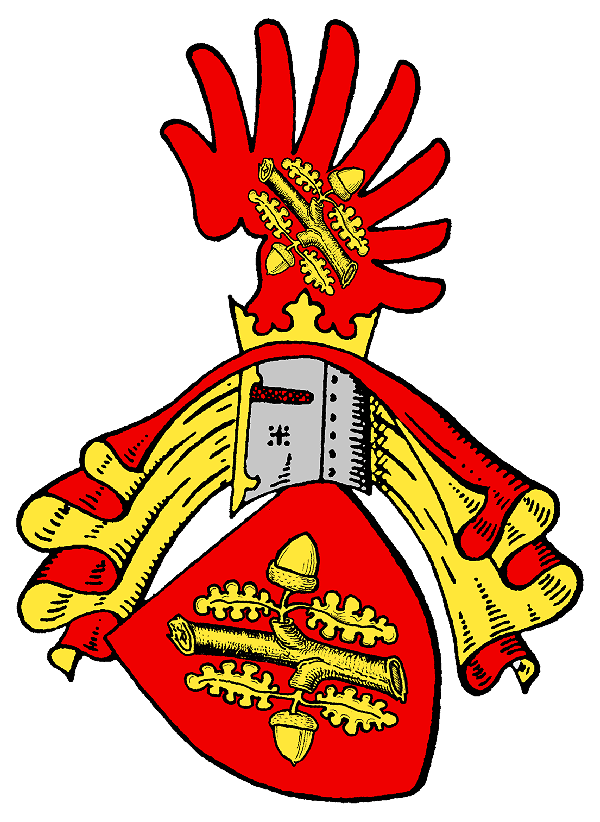
Wappen von Eichendorff
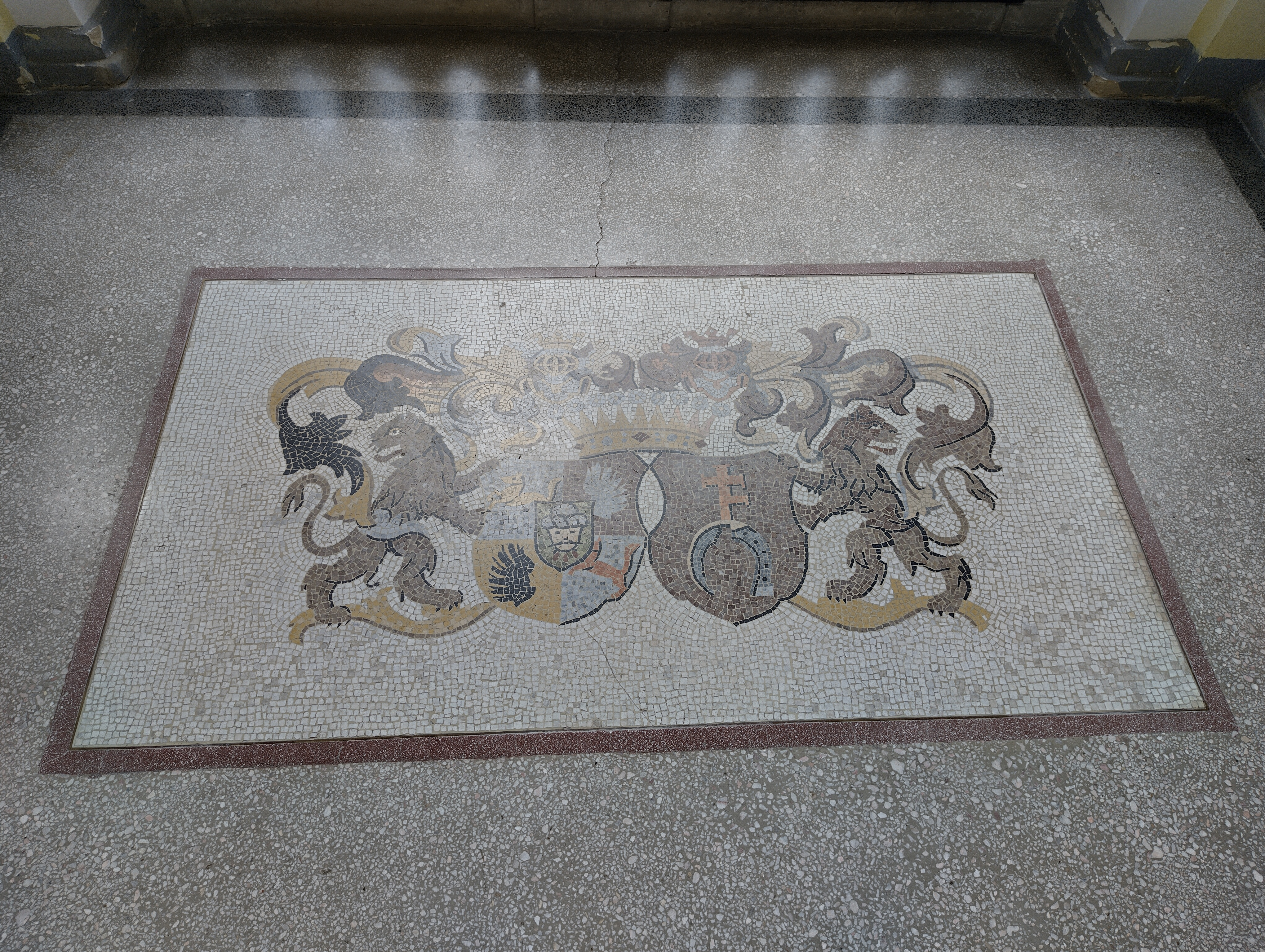
Wappen von Renard und Prus III
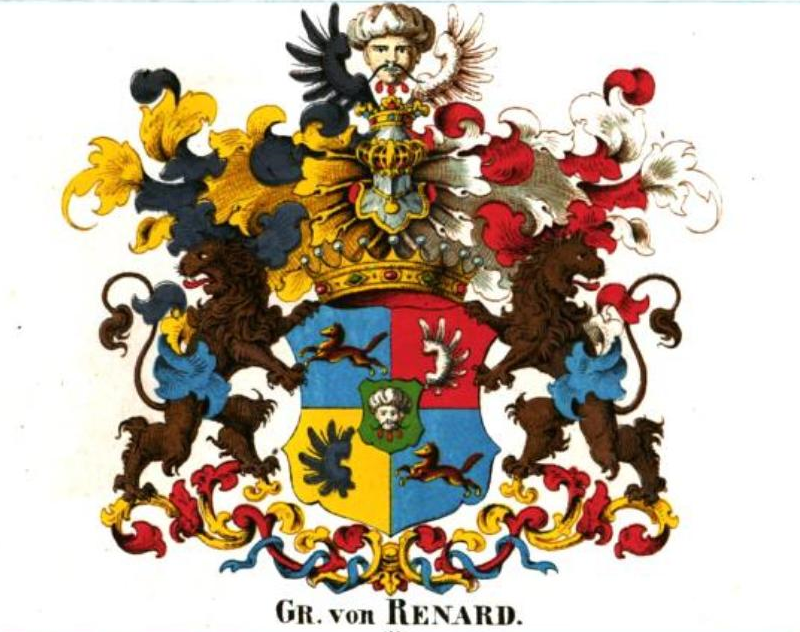
Wappen von Renard
Wappen Prus III (Eufémie Rudzińska)

## Persönlichkeiten
- Hartwig Erdmann von Eichendorff (~1625–1683), Landeshauptmann, kaiserlicher und königlicher Rat im Herzogtum Jägerndorf.